# Ostrza
Ostrza [pronunciación en polaco: /ˈɔstʂUn/] es un asentamiento ubicado en el distrito administrativo de Gmina Debrzno, dentro del Condado de Człuchów, Voivodato de Pomerania, en Polonia del norte. Se encuentra aproximadamente a 15 kilómetros al oeste de Debrzno, 26 kilómetros al suroeste de Człuchów, y a 140 kilómetros al suroeste de la capital regional Gdansk.
Para detalles de la historia de la región, véase Historia de Pomerania.
El poblamiento tiene una población de 26 habitantes.